# Snow Tha Product
Pour les articles homonymes, voir Meza.
Snow Tha Product, de son vrai nom Claudia Alexandra Meza, née le 24 juin 1987  à San José, en Californie, est une rappeuse et chanteuse américaine , d'origine mexicaine par ses deux parents qui ont dû partir et devenirs des immigrés une fois arrivée aux États-Unis. Après avoir sorti quelques mixtapes, Snow enregistre un premier album indépendant, Unorthodox, en 2011. Un album studio est prévu pour 2015,.

## Biographie

### Enfance et débuts (1987–2010)
Claudia est née à San José, en Californie, de parents immigrants mexicains entrés illégalement aux États-Unis,. Plus tard, elle part à San Diego. Après avoir terminé ses études secondaires, elle entre quelque temps au San Diego Mesa College, dans le but de devenir travailleuse sociale, mais abandonne rapidement pour se concentrer sur sa carrière musicale.
Snow entre tôt dans le monde de la musique. À 6 ans, elle participe à des spectacles de talents dans son école, et chante, avec son grand père, dans un groupe de mariachi, à Redwood City. Elle a ses premiers contacts avec le hip-hop quand elle est à San Diego. Adolescente, elle commence à faire des freestyles avec ses amis. Bientôt, elle se présente à un studio d'enregistrement, et commence à enregistrer quelques chansons. Et c'est à l'âge de 19 ans qu'elle décide sérieusement de se lancer dans une carrière de rappeuse. Elle choisit son pseudonyme d'après le dessin animé de Disney, Blanche-Neige et les Sept Nains (en anglais Snow White). Initialement, elle se nomme Snow White the Product, mais change en Snow Tha Product après que Disney a réclamé ses droits d'auteurs,,.

### Popularité etUnorthodox(2010–2011)
En 2010, Snow part habiter à Fort Worth, au Texas. Là-bas, elle participe au festival South by Southwest durant deux années consécutives.
Le 26 octobre 2011, elle publie son premier album indépendant, Unorthodox. Le single Woke Wednesday devient tout de suite un hit incontournable aux États-Unis. Mais ses véritables succès arrivent avec Holy Shit et Drunk Love, qui font plus d'1 million de vues chacun sur YouTube,. Rapidement, trois grandes majors la contactent, Sony, Universal et Atlantic. Snow signe chez Atlantic et sort un premier album avec ce label.

### Good Nights and Bad Mornings(depuis 2012)
En 2012, Snow participe à des chansons d'artistes comme DJ Paul et Krizz Kaliko. En novembre 2012, elle joue au concert ABN Reunion  de Houston, au Texas, avec Trae et Z-Ro. En décembre 2012, elle dévoile la mixtape Good Nights and Bad Mornings, sur laquelle sont inclus trois singles : Cookie Cutter Bitches, Damn It et Lord Be with You.
La suite de Good Nights and Bad Mornings est publiée le 14 octobre 2013. La tape, intitulée Good Nights and Bad Mornings 2: The Hangover fait participer Tech N9ne, The Cataracs, Trae tha Truth, CyHi the Prynce, Dizzy Wright et Ty Dolla Sign. Le 16 mai 2013, Snow publie son premier single Cali Luv, produit par The Cataracs, qui reprend le single California Love de 2Pac. Elle participe au single Makin' Papers du DJ néerlandais Chuckie avec Lupe Fiasco et Too Short. La vidéo de la chanson est diffusée sur MTV le 8 août 2013. En 2013, Snow participe à la tournée Fight to Unite Tour avec Kottonmouth Kings et Dizzy Wright, et joue aux festivals South by Southwest (SXSW) et Rock the Bells,.
En février 2014, elle annonce via sa page Facebook une première tournée aux États-Unis. Le 30 juin 2015, Snow publie sa mixtape The Rest Comes Later.
En 2018, elle est l'une des têtes d'affiche du festival lesbien californien, le Dinah Shore.
On retrouve «Run That» dans le premier épisode de la seconde saison de Queen of the South. La rappeuse américano-mexicaine y joue le rôle du chef de gang, Lil’ Traviesa (alias Lil T).

## Style musical
Snow est connue pour son style de rap rapide. Elle peut très bien chanter sans correcteur de voix, mais elle ne se considère pas comme une « chanteuse ». Snow est bilingue, elle parle couramment l'anglais et l'espagnol, et enregistre dans ces deux langues.

## Discographie

### Album indépendant
- 2011 : Unorthodox[9]

### EP
- 2016 : Half Way There... Part. 1

### Mixtapes
- 2008 : Raising Tha Bar
- 2010 : Run Up or Shut Up[25]
- 2010 : Wake Ya Game Up Vol. 1[26]
- 2011 : Unorthodox 0.5[27]
- 2012 : Good Nights & Bad Mornings
- 2013 : Good Nights & Bad Mornings 2: The Hangover
- 2015 : The Rest Comes Later[28]

### Compilations
- 2007 : Verbal Assault Vol. 1
- 2008 : Future of Tha Westcoast Vol. 1
- 2009 : Future of Tha Westcoast Vol. 2
- 2009 : Verbal Assault Vol. 2